# Filles de Kilimanjaro
Filles de Kilimanjaro – album Milesa Davisa nagrany w czerwcu i wrześniu 1968 r.i wydany przez firmę nagraniową Columbia w styczniu 1969 roku.

## Historia nagrania i charakter albumu
Album ten był kolejną płytą nagraną w 1968 r., w roku, w którym wszystko się zmieniało. Latem 1967 r. zmarł John Coltrane, pozostawiając wielu progresistów w rozterce, co robić. Nastąpiła także niebywała ekspansja muzyki rockowej, z której wyłonił się Jimi Hendrix. Zauważyli go muzycy i zauważył go Miles Davis. W swojej autobiografii Miles (napisanej wspólnie z Quincym Troupe’em) napisał Jimi Hendrix wyszedł z bluesa, jak ja i dalej W tym czasie przeszedłem do podobnego do gitary brzmienia w mojej muzyce. Zaczął się okres łączenia elementów różnych stylów muzycznych, co określono terminem "fusing".
Dalej w swojej autobiografii twierdzi, że słuchał wtedy Jamesa Browna, Muddy’ego Watersa i B.B. Kinga.
Filles de Kilimanjaro nagrany w tym duchu, reprezentuje moment, kiedy w historii afroamerykańskiej muzyki ustalono nowe standardy. Album ten przekracza linię wytyczoną pomiędzy jazzową abstrakcją a bluesową dyfrakcją i sygnalizuje przejście Davisa w kierunku elektrycznego jazzu.
Utwór "Mademoiselle Mabry" jest dedykowany Betcie O. Mabry, która we wrześniu 1968 r. została panią Davis. Jej podobizna znajduje się na okładce albumu. Ten ciekawy utwór, utrzymany w interesującej afrykańskiej rytmice 12/8, w dużym stopniu wyniknął ze współpracy Davisa z Gilem Evansem. Wnikając w tę kompozycję można zauważyć, iż jest to dość radykalna przeróbka gilevansowskiej wersji tematu Hendriksa "The Wind Cries Mary".

## Muzycy
Kwintety
- Miles Davis – trąbka (wszystkie utwory)
- Wayne Shorter – saksofon tenorowy (wszystkie utwory)
- Herbie Hancock – pianino elektroniczne, pianino (1, 2, 4)
- Chick Corea – pianino elektroniczne, pianino (3, 5)
- Ron Carter – gitara basowa (1, 2, 4)
- Dave Holland – gitara basowa, kontrabas (3, 5)
- Tony Williams – perkusja

## Lista utworów

### Strona pierwsza
| 1. | „Frelon Brun (Brown Hornet)”    | 5:36  |
|    |                                 |       |
| 2. | „Tout de Suite”                 | 14:04 |
|    |                                 |       |
| 3. | „Petits Machins (Little Stuff)” | 8:05  |
|    |                                 |       |
|    |                                 | 27:45 |
|    |                                 |       |

### Strona druga
| 1. | „Filles de Kilimanjaro”           | 12:00 |
|    |                                   |       |
| 2. | „Mademoiselle Mabry (Miss Mabry)” | 16:32 |
|    |                                   |       |
|    |                                   | 28:32 |
|    |                                   |       |

## Opis płyty

### Płyta analogowa (winylowa)
- Producent – Teo Macero
- Inżynierowie dźwięku – Frank Laico, Arthur Kendy
- Daty nagrania – 1 czerwca, 6 czerwca, 7 czerwca 1972 r.
- Czas albumu – 56 min. 17 sek.
- Data wydania – 29 stycznia 1969
- Firma nagraniowa – Columbia
- Numer katalogowy – Columbia 9750

### Wznowienie na CD
- Producent – Mike Berniker
- Cyfrowy mastering i miksowanie – Tim Geelan
- Studio – CBS Records Studio, Nowy Jork
- Koordynatorzy Contemporary Jazz Master Series – Mike Berniker, Amy Herot, Gary Pacheco
- Firma nagraniowa – Columbia Records
- Numer katalogowy – CK 46116
- ©1990 CBC Records Inc. Inc.